# Vilanova de Arousa
Vilanova de Arousa là một đô thị trong tỉnh Pontevedra, Galicia, Tây Ban Nha.